# Mollasi
Mollasi – wieś położona w południowo-wschodniej części Albanii w gminie Mollas. Wieś znajduje się 123 kilometrów od stolicy państwa, Tirany.